# 稗田一穂
稗田 一穂（ひえだ かずほ、1920年8月23日 - 2021年3月23日）は、日本画家、文化功労者。東京芸術大学名誉教授。女子美術大学大学院客員教授。創画会会員。

## 生涯
和歌山県西牟婁郡田辺町（現・田辺市）生まれ。父はデザイナーの稗田耕一（号・彩花）。その後大阪に転居、9歳から阿倍野橋洋画研究所に通う。1933年、大阪市立工芸学校工芸図案科に入学。卒業後上京、東京美術学校日本画科に入学。1943年、戦時体制のため繰上げ卒業。その後山本丘人に師事。
戦後1948年、丘人、上村松篁らが創造美術を結成し、第1回展より出品、奨励賞受賞。1951年、創造美術と新制作派協会が合併し新制作協会日本画部が発足、会員に推挙される。1966年から1968年まで法隆寺金堂壁画再現模写に従事。1970年東京芸術大学美術学部日本画科助教授、1972年教授。1974年新制作協会を脱退、創画会を結成。1985年和歌山県文化賞および田辺市文化賞受賞。東京芸術大学芸術資料館館長となる。1988年東京芸術大学を退官、同大学名誉教授となる。1991年日本藝術院賞・恩賜賞受賞。1994年から2007年まで女子美術大学大学院教授。1995年勲三等瑞宝章受章。2001年文化功労者。
2021年3月23日、老衰のため東京都内の病院で死去。100歳没。叙従四位。

## 画集
- 『稗田一穂画集 昭和11年～昭和58年春』朝日新聞社, 1983.6
- 『稗田一穂 ふるさと紀州を描く 画集』郷土出版社, 1997.8